# DN Tower 21

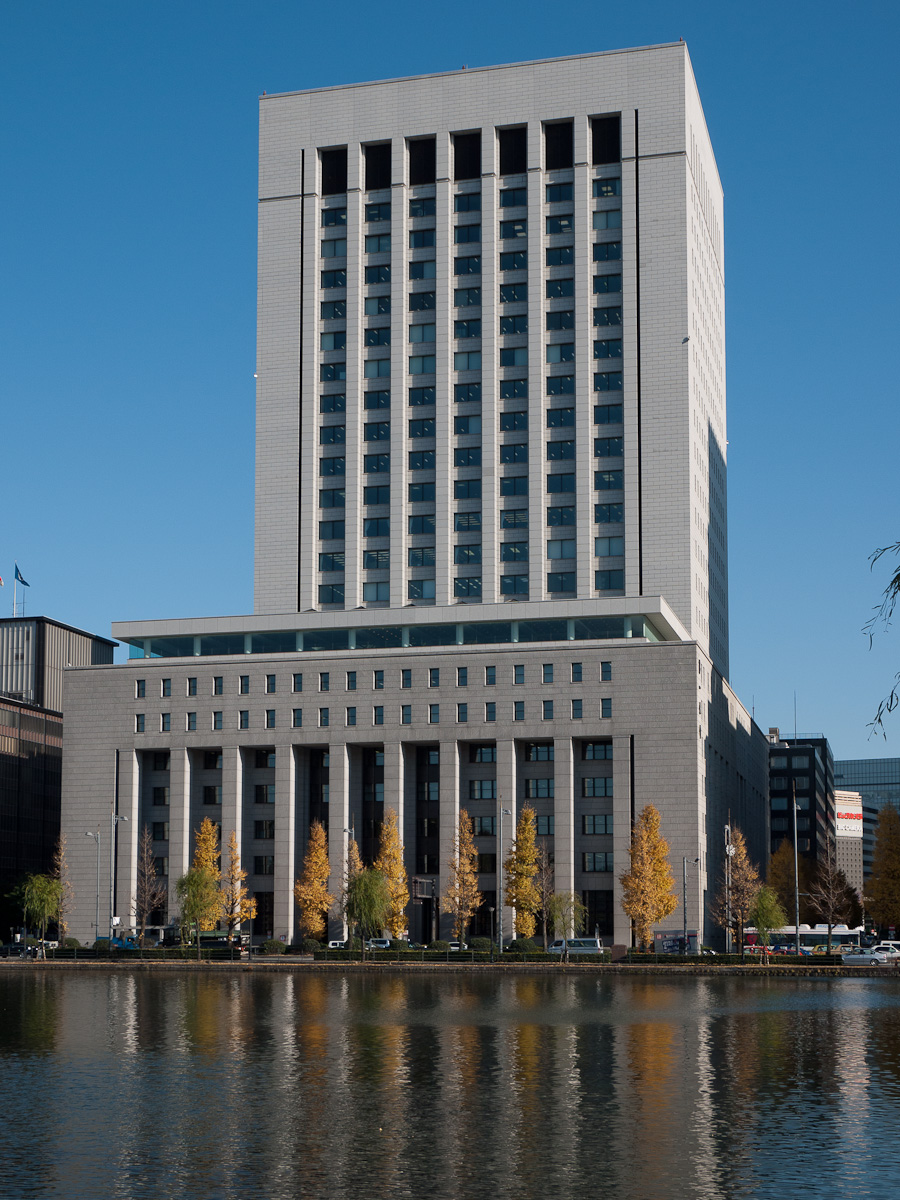
El DN Tower 21, en la orilla del foso que rodea al Palacio Imperial.

DN Tower 21 es un edificio de oficinas en Tokio, Japón. Incluye al antiguo edificio de la compañía de seguros Dai-Ichi Seimei, en el cual el General Douglas MacArthur estableció su cuartel general durante la ocupación al final de la Segunda Guerra Mundial. DN Tower 21 fue designado por el Gobierno Metropolitano de Tokio como un monumento histórico.
- Datos: Q3011415
- Multimedia: DN Tower 21 / Q3011415